# Waldemar Nielsen
Waldemar August Nielsen (* 27. März 1917 in Greensburg, Pennsylvania; † 2. November 2005 in New York) war ein US-amerikanischer Soziologe.
Nielsen erwarb 1940 den Abschluss M.A. in Politikwissenschaft an der University of Missouri. Er wurde international bekannt durch seine Arbeit "The Big Foundations" (1972).